# 8872 Ebenum
8872 Ebenum (1992 GA4) là một tiểu hành tinh nằm phía ngoài của vành đai chính được phát hiện ngày 4 tháng 4 năm 1992 bởi E. W. Elst ở Đài thiên văn Nam Âu.